# Tournoi d'ouverture du championnat du Mexique de football 2021
Navigation
Tournoi précédent Tournoi suivant
Le Tournoi Apertura 2021 est le cinquante-et-unième tournoi saisonnier disputé au Mexique.
C'est la 106e fois que le titre de champion du Mexique est remis en jeu.
Initialement, chacun des dix-huit clubs participant au championnat sera confronté une fois aux dix-sept autres. Puis les meilleurs s'affronteront lors d'une phase finale à la fin de la saison.

## Les dix-huit équipes participantes
Ce tableau présente les dix-huit équipes qualifiées pour disputer le championnat 2020-2021. On y trouve le nom des clubs, le nom des stades dans lesquels ils évoluent ainsi que la capacité et la localisation de ces derniers.
| Club                      | Stade                         | Capacité | Ville                    |
| Club América              | Stade Azteca                  | 87 000   | Mexico                   |
| CF Atlas                  | Stade Jalisco                 | 56 713   | Guadalajara              |
| Cruz Azul FC              | Stade Azteca                  | 87 000   | Mexico                   |
| CD Guadalajara            | Stade Omnilife                | 49 850   | Guadalajara              |
| FC Juárez                 | Stade olympique Benito-Juárez | 19 703   | Ciudad Juárez            |
| Club León                 | Stade León                    | 31 297   | León                     |
| Mazatlán FC               | Stade de Mazatlán             | 25 000   | Mazatlán                 |
| CF Monterrey              | Stade BBVA                    | 53 500   | Monterrey                |
| Club Necaxa               | Stade Victoria                | 25 994   | Aguascalientes           |
| CF Pachuca                | Stade Hidalgo                 | 30 000   | Pachuca                  |
| Club Puebla               | Stade Cuauhtémoc              | 51 726   | Puebla                   |
| Querétaro FC              | Stade Corregidora             | 35 575   | Santiago de Querétaro    |
| Atlético de San Luis      | Stade Alfonso-Lastras         | 25 709   | San Luis Potosí          |
| Club Santos Laguna        | Stade Corona                  | 30 000   | Torreón                  |
| Tigres UANL               | Stade Universitario           | 41 615   | San Nicolás de los Garza |
| Club Tijuana              | Stade Caliente                | 27 333   | Tijuana                  |
| Deportivo Toluca          | Stade Nemesio-Díez            | 30 000   | Toluca                   |
| Club Universidad Nacional | Stade olympique universitaire | 72 000   | Mexico                   |

Localisation des clubs
| \| Mexico: Club América Cruz Azul Universidad Querétaro Atlas CD Guadalajara Monterrey Tigres UANL Pachuca Mazatlán Toluca Santos Laguna I Mexico Puebla Tijuana León Necaxa FC Juárez San Luis \| |
| Mexico: Club América Cruz Azul Universidad Querétaro Atlas CD Guadalajara Monterrey Tigres UANL Pachuca Mazatlán Toluca Santos Laguna I Mexico Puebla Tijuana León Necaxa FC Juárez San Luis       |

## Compétition
Le Tournoi Apertura se déroule de la même façon que les tournois saisonniers précédents :
- La phase de qualification : dix-sept journées de championnat.
- La phase finale : des matchs de classement et des confrontations aller-retour allant des quarts de finale à la finale.

### Phase de qualification
Lors de la phase de qualification les dix-huit équipes s'affrontent une fois selon un calendrier tiré aléatoirement.
Les quatre meilleures équipes sont directement qualifiées pour les quarts de finale.
Les équipes de la 5e à la 12e place jouent un match de classement, les vainqueurs se qualifient pour les quarts de finale.
Le classement est établi sur le barème de points classique (victoire à 3 points, match nul à 1, défaite à 0).
Le départage final se fait selon les critères suivants :
- Le nombre de points.
- La différence de buts générale.
- La différence de buts particulière.
- Le nombre de buts marqué à l'extérieur.
- Le tirage au sort.

| Rang | Équipe                    | Pts | J  | G  | N | P | Bp | Bc | Diff |
| ---- | ------------------------- | --- | -- | -- | - | - | -- | -- | ---- |
| 1    | Club América              | 35  | 17 | 10 | 5 | 2 | 21 | 10 | +11  |
| 2    | CF Atlas                  | 29  | 17 | 8  | 5 | 4 | 21 | 10 | +11  |
| 3    | Club León                 | 29  | 17 | 8  | 5 | 4 | 20 | 14 | +6   |
| 4    | Tigres UANL               | 28  | 17 | 7  | 7 | 3 | 26 | 14 | +12  |
| 5    | Club Santos Laguna        | 24  | 17 | 5  | 9 | 3 | 23 | 16 | +7   |
| 6    | Deportivo Toluca          | 24  | 17 | 6  | 6 | 5 | 22 | 22 | 0    |
| 7    | Club Puebla               | 24  | 17 | 6  | 6 | 5 | 16 | 16 | 0    |
| 8    | Cruz Azul FC T            | 23  | 17 | 5  | 8 | 4 | 22 | 18 | +4   |
| 9    | CF Monterrey              | 22  | 17 | 5  | 7 | 5 | 18 | 15 | +3   |
| 10   | CD Guadalajara            | 22  | 17 | 5  | 7 | 5 | 13 | 13 | 0    |
| 11   | Club Universidad Nacional | 21  | 17 | 5  | 6 | 6 | 17 | 23 | -6   |
| 12   | Atlético de San Luis      | 20  | 17 | 4  | 8 | 5 | 19 | 23 | -4   |
| 13   | Mazatlán Fútbol Club      | 20  | 17 | 5  | 5 | 7 | 18 | 24 | -6   |
| 14   | Club Necaxa               | 20  | 17 | 6  | 2 | 9 | 16 | 22 | -6   |
| 15   | CF Pachuca                | 18  | 17 | 4  | 6 | 7 | 19 | 21 | -2   |
| 16   | FC Juárez                 | 16  | 17 | 4  | 4 | 9 | 14 | 25 | -11  |
| 17   | Querétaro FC              | 15  | 17 | 3  | 6 | 8 | 11 | 19 | -8   |
| 18   | Club Tijuana              | 15  | 17 | 3  | 6 | 8 | 17 | 27 | -10  |

| Légende : Qualifications et relégations | Légende : Qualifications et relégations    |
| --------------------------------------- | ------------------------------------------ |
|                                         | Qualification pour le play-off championnat |
|                                         | T Tenant du titre                          |

### LaLiguilla
Les douze équipes qualifiées sont réparties dans le tableau final d'après leur classement général. L'équipe la moins bien classée accueille lors du match aller et la meilleure lors du match retour.
Les équipes placées de la 5e à la 12e place jouent un match de classement pour se qualifier pour les quarts de finale. 
- Le 5e contre le 12e.
- Le 6e contre le 11e.
- Le 7e contre le 10e.
- Le 8e contre le 9e.

En cas d'égalité lors du match de classement, une séance de tirs au but a lieu.
En cas d'égalité lors des autres tours, c'est l'équipe la mieux classée qui se qualifie. Par contre lors de la finale, si les deux équipes sont à égalité sur la somme des deux matchs des prolongations puis une séance de tirs au but ont lieu.

#### Match de classement
| 21 novembre 2021 | Club Santos Laguna | 2 - 0   | Atlético de San Luis | Estadio Corona, Torreón |                      |
|                  |                    | (0 - 0) |                      | Spectateurs : 10 048    | Spectateurs : 10 048 |

| 21 novembre 2021 | Deportivo Toluca | 1 - 2   | Club Universidad Nacional | Stade Nemesio-Díez, Toluca |                      |
|                  |                  | (0 - 1) |                           | Spectateurs : 22 595       | Spectateurs : 22 595 |

| 20 novembre 2021 | Club Puebla       | 2 - 2   | CD Guadalajara | Stade Cuauhtémoc, Puebla |                      |
|                  |                   | (1 - 1) |                | Spectateurs : 34 530     | Spectateurs : 34 530 |
|                  | Tirs au but 6 - 5 |         |                | Spectateurs : 34 530     | Spectateurs : 34 530 |

| 21 novembre 2021 | Cruz Azul FC | 1 - 4   | CF Monterrey | Stade Azteca, Mexico |                 |
|                  |              | (1 - 2) |              | Spectateurs : 0      | Spectateurs : 0 |

#### Tableau
|  |                           |               |               |               |               |                           |                       |            |            |            |            |            |          |     |        |        |        |        |        |  |  |
|  | 1/4 de finale             | 1/4 de finale | 1/4 de finale | 1/4 de finale | 1/4 de finale |                           |                       | 1/2 finale | 1/2 finale | 1/2 finale | 1/2 finale | 1/2 finale |          |     | Finale | Finale | Finale | Finale | Finale |  |  |
|  | 24/25 et 27/28 novembre   |               |               |               |               |                           |                       |            |            |            |            |            |          |     |        |        |        |        |        |  |  |
|  |                           |               |               |               |               |                           |                       |            |            |            |            |            |          |     |        |        |        |        |        |  |  |
|  | Club América              | (1)           | 0             | 1             | 1             |                           |                       |            |            |            |            |            |          |     |        |        |        |        |        |  |  |
|  | Club América              | (1)           | 0             | 1             | 1             | 1/2 et 4/5 décembre       |                       |            |            |            |            |            |          |     |        |        |        |        |        |  |  |
|  | Club Universidad Nacional | (11)          | 0             | 3             | 3             |                           |                       |            |            |            |            |            |          |     |        |        |        |        |        |  |  |
|  | Club Universidad Nacional | (11)          | 0             | 3             | 3             | Club Universidad Nacional | (11)                  | 0          | 1          | 1          |            |            |          |     |        |        |        |        |        |  |  |
|  |                           |               |               |               |               | Club Universidad Nacional | (11)                  | 0          | 1          | 1          |            |            |          |     |        |        |        |        |        |  |  |
|  |                           |               | CF Atlas      | (2)           | 1             | 0                         | 1A                    |            |            |            |            |            |          |     |        |        |        |        |        |  |  |
|  | CF Atlas                  | (2)           | CF Atlas      | (2)           | 1             | 0                         | 1A                    | 0          | 1          | 1A         |            |            |          |     |        |        |        |        |        |  |  |
|  | CF Atlas                  | (2)           |               |               |               |                           | 9 et 12 décembre 2021 | 0          | 1          | 1A         |            |            |          |     |        |        |        |        |        |  |  |
|  | CF Monterrey              | (9)           | 0             | 1             | 1             |                           |                       |            |            |            |            |            |          |     |        |        |        |        |        |  |  |
|  | CF Monterrey              | (9)           | 0             | 1             | 1             |                           |                       |            |            |            |            |            | CF Atlas | (2) | 2      | 1      | 3(4)   |        |        |  |  |
|  |                           |               |               |               |               |                           |                       |            |            |            |            |            | CF Atlas | (2) | 2      | 1      | 3(4)   |        |        |  |  |
|  |                           | Club León     | (3)           | 3             | 0             | 3(3)                      |                       |            |            |            |            |            |          |     |        |        |        |        |        |  |  |
|  | Club León                 | Club León     | (3)           | 3             | 0             | 3(3)                      | (3)                   | 1          | 2          | 3          |            |            |          |     |        |        |        |        |        |  |  |
|  | Club León                 |               |               |               |               |                           | (3)                   | 1          | 2          | 3          |            |            |          |     |        |        |        |        |        |  |  |
|  | Club Puebla               | (7)           | 2             | 0             | 2             |                           |                       |            |            |            |            |            |          |     |        |        |        |        |        |  |  |
|  | Club Puebla               | (7)           | 2             | 0             | 2             | Club León                 | (3)                   | 1          | 2          | 3A         |            |            |          |     |        |        |        |        |        |  |  |
|  |                           |               |               |               |               | Club León                 | (3)                   | 1          | 2          | 3A         |            |            |          |     |        |        |        |        |        |  |  |
|  |                           |               | Tigres UANL   | (4)           | 2             | 1                         | 3                     |            |            |            |            |            |          |     |        |        |        |        |        |  |  |
|  | Tigres UANL               | (4)           | Tigres UANL   | (4)           | 2             | 1                         | 3                     | 1          | 1          | 2A         |            |            |          |     |        |        |        |        |        |  |  |
|  | Tigres UANL               | (4)           |               |               |               |                           |                       | 1          | 1          | 2A         |            |            |          |     |        |        |        |        |        |  |  |
|  | Club Santos Laguna        | (5)           | 2             | 0             | 2             |                           |                       |            |            |            |            |            |          |     |        |        |        |        |        |  |  |
|  | Club Santos Laguna        | (5)           | 2             | 0             | 2             |                           |                       |            |            |            |            |            |          |     |        |        |        |        |        |  |  |

- A L'équipe la mieux classée dans le championnat est qualifiée.

CF Atlas remporte son deuxième titre de champion après avoir gagné en finale aux tirs au but (4-3).
Le champion et le vice-champion se qualifient pour la Ligue des champions de la CONCACAF 2023.

## Relégation
À compter de la saison 2020-2021, la promotion et la relégation entre la Liga MX et la Liga de Expansión MX ont été suspendues.

## Bilan du tournoi
| Tournoi d'ouverture du championnat de football du Mexique 2021 |                     |
| Champion                                                       | CF Atlas (2e titre) |
| Dauphin                                                        | Club León           |
| Qualifications continentales                                   |                     |
| Ligue des champions de la CONCACAF 2023                        | CF Atlas            |
| Ligue des champions de la CONCACAF 2023                        | Club León           |